# Encantado (Quixeramobim)

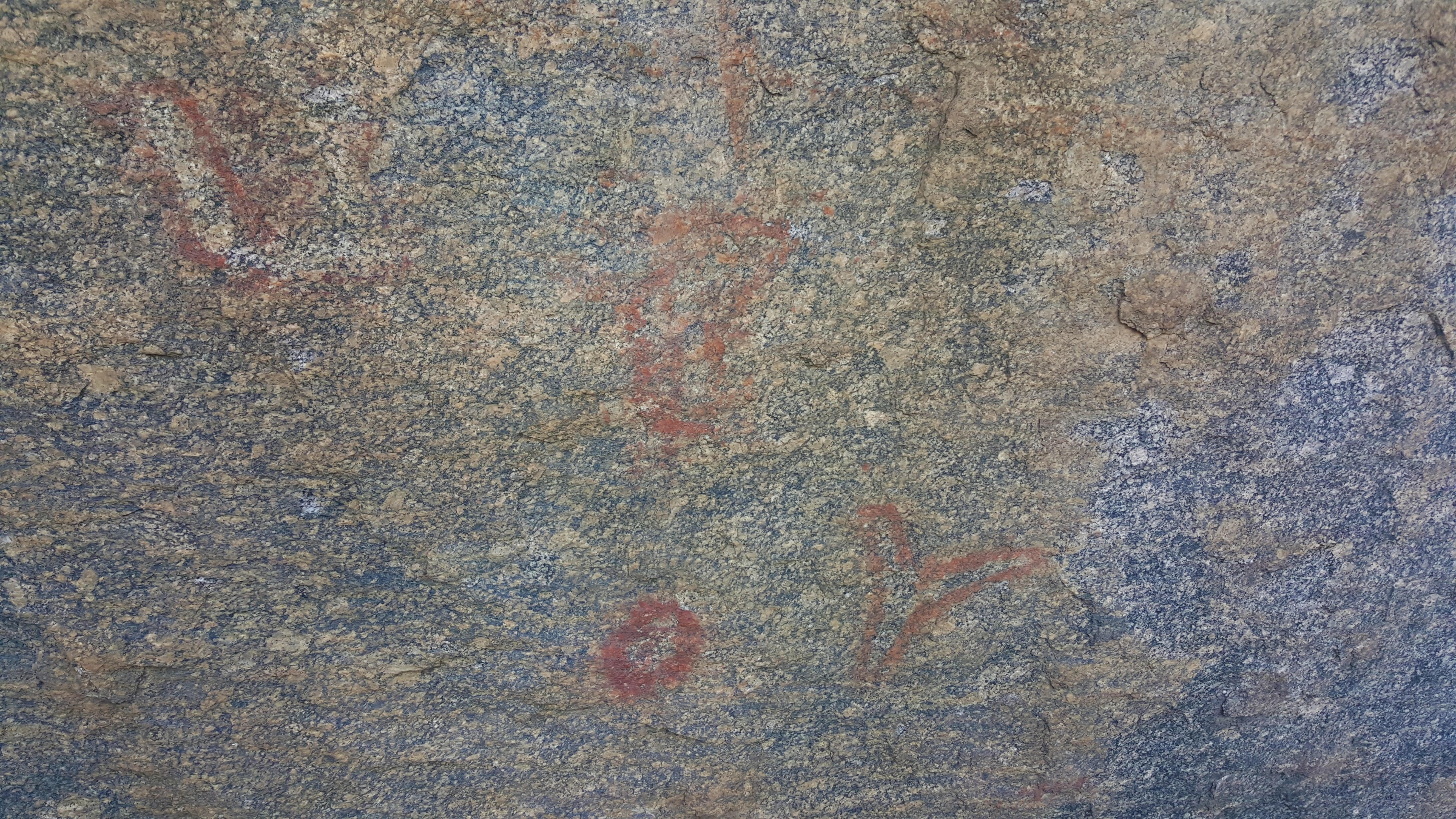
Pinturas rupestres

Encantado é um distrito do município de Quixeramobim, no estado brasileiro do Ceará.
O distrito está liga o município de Senador Pompeu  ao município do qual faz parte - Quixeramobim - por uma estrada asfaltada.
A economia do distrito gira basicamente em torno dos salários do funcionalismo público e da agricultura de subsistência. As culturas do distrito são o milho e feijão, bem como algumas leguminosas e frutas, como jerimum e melancia.
A localidade é cercada por vegetação típica da caatinga sertaneja, onde destacam-se o pau branco, a jurema e vegetação de menor porte como a salsa.
O distrito conta com uma escola municipal e estadual, que funcionam juntas em uma mesma sede, e um centro de educação infantil. Também funciona um núcleo com curso de ensino superior à distância voltado para aqueles que terminam o ensino médio e desejam continuar por lá.

O distrito também conta com serviços como água encanada, energia elétrica, posto de correios, posto de saúde e internet a rádio. O comércio é movimentado pelos mercadinhos locais e pequenos estabelecimentos como bares, lojinhas de confecções, etc.

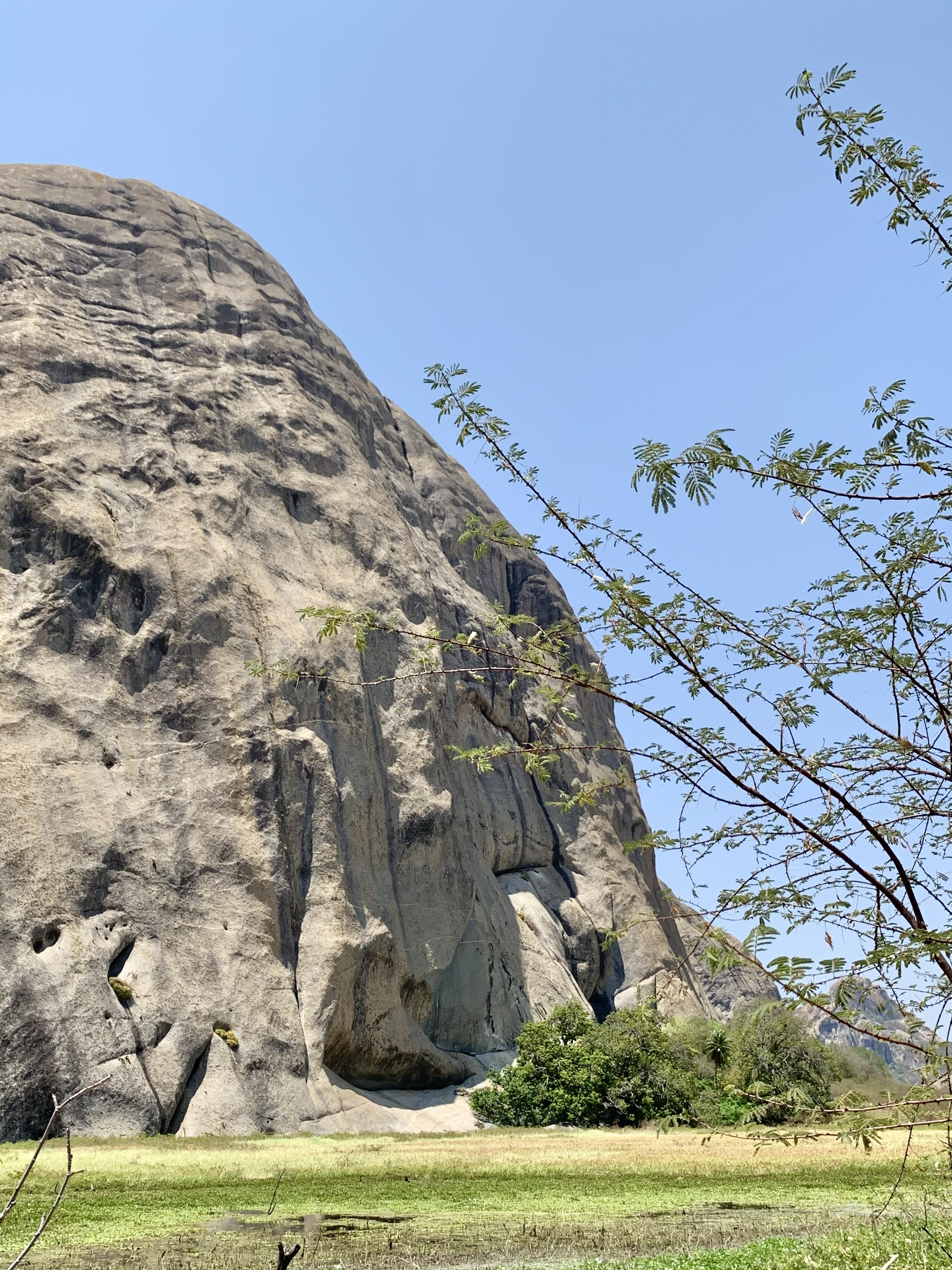
Serrote da Lagoa do Fofô

O açude local, reservatório que além de abastecer a vila o ano todo, também garante a diversão por parte de quem gosta de banhar-se em suas águas. O distrito também é banhado pelas águas do rio Banabuiú, um rio perene que garante além de outras coisas, o lazer nos espaços chamados de balneários, a pesca e a irrigação de pequenas plantações em seu leito. O maior evento fica por conta das festas de formatura e colação de grau dos alunos da escola, sempre no mês de dezembro.
São naturais do distrito, entre outros, os políticos José Guimarães e José Genoíno.

## Sítio Arqueológico da Lagoa do Fofô
Sítio arqueológico localizado na Fazenda Jordão. Trata-se de um serrote de aproximadamente 420 metros de altura com uma lagoa em seu entorno, em seu sopé, encontram-se várias pinturas rupestres gravadas na rocha granítica com datação aproximada entre 5.000 a 10.000 a.c, atribuídas aos índios Tairarius que habitavam a região do Sertão Central do Ceará. Desde o ano de 1971 pelo menos, há registros das pinturas rupestres e de cerâmicas do sítio arqueológico do Jordão no IPHAN. Desde então, o sítio arqueológico vem sendo estudado por pesquisadores e arqueólogos.